# Río Mosna
Der Río Mosna ist der 58 km lange (rechte) Hauptquellfluss des Río Puchca in West-Peru. Er durchfließt im Osten der Verwaltungsregion Ancash die Provinz Huari. Der Río Mosna entwässert ein Areal von etwa 1260 km².

## Flusslauf
Das Quellgebiet des Río Mosna bilden die bis zu 5504 m hohen Nevados de Cajat im äußersten Süden der Cordillera Blanca, ein vergletscherter Gebirgskamm der peruanischen Westkordillere. Der Río Mosna fließt in überwiegend nördlicher Richtung. Dabei entwässert er die Ostseite der Cordillera Blanca. Er passiert die Gemeinden Chavín de Huántar und San Marcos. Bei Flusskilometer 4 trifft der Río Rurichinchay von links auf den Río Mosna. Dieser vereinigt sich 6 km südsüdöstlich der Provinzhauptstadt Huari mit dem von Norden kommenden Río Huari zum Río Puchca.